# Børkop
Børkop es un poblado ferroviario danés perteneciente al municipio de Vejle, en la región de Dinamarca Meridional.
Tiene una población estimada de 6319 habitantes en 2022, lo que lo convierte en la segunda localidad más importante del municipio tras la capital municipal Vejle.
Se sitúa sobre la carretera 28, a medio camino entre Vejle y Fredericia.